# Этерна (сериал)
«Эте́рна» — российский сериал в жанре приключенческого фэнтези, воссоздающий вселенную из романов Веры Камши «Отблески Этерны». Производством проекта занимались компании «Плюс Студия» и «Блэк Принц Продакшнс».
Премьера сериала анонсировалась «Кинопоиском» на 2024-й год, но была перенесена на апрель 2025 года, а затем сдвинута на июль 2025 года.
С 27 июня по 7 августа 2025 года на «Кинопоиске» выходил 10-серийный мини-сериал «Этерна: Экстра» об устройстве фэнтези-вселенной и съёмках проекта.
Премьера двух первых серий состоялась в онлайн-кинотеатре «Кинопоиск» 5 июля 2025 года. Новые серии выходили по субботам. Заключительная серия была размещена 2 августа 2025 года.

## Сюжет
Действие происходит в мире Кэртиана, похожем на Европу XVII века.
400 лет назад трон королевства Талиг захватила династия Олларов. Альдо, последний наследник свергнутой династии Раканов, укрывается в священном городе-государстве Агарисе вместе со своей бабушкой Матильдой под покровительством эсперадора Адриана.
8 лет назад герцог Эгмонт Окделл поднимает мятеж против правящей династии Олларов, чтобы посадить на трон законного наследника Альдо. Подавить восстание вызывается герцог Рокэ Алва. Он вызывает Эгмонта на честную дуэль и одерживает победу. После этого часть мятежников решает скрыться с поля боя, а остальные гибнут в бою с полком королевской гвардии. Рокэ Алва сохраняет жизнь лишь Роберу Эпинэ и изгоняет его из Талига. Раненого герцога доставляют в Агарис на лечение, где он впоследствии становится правой рукой Альдо.
Спустя годы подросший сын Эгмонта, Ричард Окделл, решает отомстить Рокэ Алва за смерть своего отца и отправляется на учёбу в школу оруженосцев Лаик, где находит себе не только друзей, но и первых врагов.

## Актёры и роли

### В главных ролях
| Актёр                | Роль                                                                        |
| -------------------- | --------------------------------------------------------------------------- |
| Юрий Чурсин          | Рокэ Алва первый маршал Талига, глава Дома ветра                            |
| Иван Трушин          | Ричард Окделл глава Дома скал                                               |
| Виктор Добронравов   | Эгмонт Окделл герцог Надора, отец Ричарда и Айрис                           |
| Ксения Трейстер      | Айрис Окделл сестра Ричарда                                                 |
| Юлия Марченко        | Мирабелла Окделл мать Ричарда и Айрис                                       |
| Павел Чинарёв        | Робер Эпинэ соратник Эгмонта и Альдо, глава Дома молний                     |
| Антон Рогачёв        | Альдо Ракан последний представитель свергнутой королевской династии Талига  |
| Алексей Лукин        | Эстебан Колиньяр                                                            |
| Илья Виногорский     | Валентин Придд                                                              |
| Евгений Зайфрид      | Арно Савиньяк                                                               |
| Михаил Тройник       | Фердинанд II Оллар действующий король Талига                                |
| Любовь Константинова | Катари Оллар действующая королева Талига                                    |
| Виктор Вержбицкий    | Адриан эсперадор, покровитель Альдо и Матильды, глава эсператистской церкви |
| Иван Добронравов     | отец Герман священник, лучший ученик Адриана                                |
| Антон Адасинский     | Клемент магнус, глава Ордена Истины                                         |
| Оксана Базилевич     | Матильда Ракан принцесса, бабушка Альдо                                     |
| Антон Кузнецов       | Адгемар Кагетский казар                                                     |
| Евгений Стычкин      | Енниоль глава общины гоганов, отец Мэллит                                   |
| Валентина Ляпина     | Мэллит                                                                      |
| Евгений Сидихин      | Сильвестр кардинал, глава церкви Талига, отец Германа                       |
| Геннадий Смирнов     | Август Штанцлер граф, кансильер Талига                                      |
| Мария Абашова        | Марианна Капуль-Гизайль баронесса                                           |
| Виталий Коваленко    | Арнольд Арамона капитан, комендант школы унаров Лаик                        |
| Александр Рапопорт   | Жоан-Эразм Колиньяр казначей, вице-кансильер Талига, отец Эстебана          |
| Фёдор Мишеев         | Норберт Катершванц                                                          |
| Данил Никитин        | Йоганн Катершванц                                                           |

### В ролях
| Актёр                       | Роль                                                          |
| --------------------------- | ------------------------------------------------------------- |
| Максим Ханжов               | Хорхе Дьегаррон генерал                                       |
| Иван Литвиненко             | Людвиг Килеан-ур-Ломбах граф                                  |
| Валерий Кухарешин           | Вальтер Придд главный судья, отец Валентина                   |
| Данил Стеклов               | доктор                                                        |
| Юлия Макарова               | Фиолли сестра Мэллит                                          |
| Агафья Милькова             | Фанелли сестра Мэллит                                         |
| Катя Нова                   | поющая гоганка                                                |
| Дмитрий Калихов             | Ричард Окделл в детстве                                       |
| Даниил Катеринец            | Альдо Ракан в детстве                                         |
| Диана Островская            | Мэллит в детстве                                              |
| Виттория Гавриленко         | Айрис Окделл в детстве                                        |
| Данил Кулик                 | Жюльен Горуа унар                                             |
| Иван Ивашов                 | Карл Тротта-ур-Фрошенбах унар                                 |
| Марат Гафиятуллин           | Эдуард Феншо унар                                             |
| Роман Еникеев               | Франсуа Рафле унар                                            |
| Василий Востров             | Луис Альберто Салина унар                                     |
| Иван Конкин                 | Жорж Гайар унар                                               |
| Кирилл Мешалкин             | Юлиус Ауэ унар                                                |
| Матвей Гутман               | Луиджи Фариани унар                                           |
| Владислав Низовцев          | Макиано Тамазини унар                                         |
| Егор Белозеров              | Бласко Дельгадо унар                                          |
| Максим Погольша             | Роберт Лоу унар                                               |
| Игнат Подобед               | Паоло Куньо унар, отчисленный из Лаик после первого испытания |
| Артемий Соколов-Савостьянов | Северин Заль друг Эстебана                                    |
| Ислам Галиуллин             | Константин Манро друг Эстебана                                |
| Сергей Филипович            | Анатоль Мей друг Эстебана                                     |
| Игорь Ботвин                | Хогберд барон                                                 |
| Борис Хвошнянский           | портной                                                       |
| Игорь Грабузов              | нищий                                                         |

## Производство
Съёмки сериала проходили с мая по август 2023 года в Санкт-Петербурге, Пскове, Ивангороде, Дагестане и Узбекистане. Портовый и религиозный город-государство Агарис снимали в Бухаре и Хиве.
В частности, со 2 по 9 июля 2023 года снимали на территории псковской Покровской башни.
После завершения съёмок часть декораций сериала была использована для антуража Ивангородской крепости в рамках проекта «Ремесленные ряды в Ивангородской крепости».
3 августа 2024 года «Кинопоиск» представил тизер-трейлер сериала.
25 июня 2025 года в минском кинотеатре «Победа» состоялась международная премьера сериала. В Беларуси проект представили шоураннер и автора идеи Евгений Баранов, руководитель «Плюс Студии» и продюсер Михаил Китаев, а также руководитель «Кинопоиска» Александр Дунаевский.
27 июня 2025 года состоялась премьера клипа на трек BEARWOLF «Ястребы», написанный специально для сериала.
1 июля 2025 года в московском кинотеатре «Октябрь» прошла российская премьера сериала.
4 июля 2025 года, за день до выхода сериала на Кинопоиске, в кинотеатрах сети «Синема Парк и Формула Кино» прошли показы первых двух серий. Первые эпизоды покажут в 28 городах: Белгороде, Волгограде, Вологде, Воронеже, Ижевске, Калининграде, Коврове, Краснодаре, Красноярске, Москве, Набережных Челнах, Нижнем Новгороде, Новокузнецке, Новосибирске, Перми, Рязани, Самаре, Санкт-Петербурге, Саратове, Сочи, Ставрополе, Сургуте, Сыктывкаре, Туле, Тюмени, Челябинске, Ульяновске и Уфе.